# Алфа и Омега (филм)
„Алфа и Омега“ е 3D-анимационен филм, създадено от компанията Lionsgate. Премиерата е му в САЩ през 10 октомври 2010 г.

## Сюжет
Кейт и Хъмфри са два вълка, които нямат нищо общо помежду си. Кейт е алфа вълк – за нея дисциплината, дълга и отговорниците са всичко. Хъмфри е омега вълк – приятелите, забавленията и лекомислените постъпки са най-важното в живота му. В света на вълците по неписан закон представителите на алфа и омега никога не се смесват, сприятеляват и събират по двойки. Като дъщеря на водача на западната глутница, Кейт трябва да се омъжи за Гарт, алфа син на лидера на източната глутница, съюз който не е продиктуван от любов, а цели да предотврати кръвопролитна война между двете глутници. Бракът между двамата е възпрепятстван, след като незабелязано от никого, Кейт и Хъмфри са прибрани от рейнджъри и преместени от техния дом в Джаспар парк, Канада в друг парк, в Айдахо, САЩ. Отчаяна да стигне навреме за сватбената церемония с Гарт и да предотврати война, Кейт няма друг избор освен да се съюзи с Хъмфри, за да се върне вкъщи. Враждуващи гледни точки, огромно разстояние, няколко мечки и морски свинчета са само част от приключенията по дългия път за дома. Скоро Кейт и Хъмфри откриват, че някъде по пътя между тях се е появило и ново чувство – любовта.